# Gomphonema acidoclinatum
Gomphonema acidoclinatum – gatunek okrzemek występujących w wodach ubogich w elektrolity, w słabo kwaśnych źródłach oraz strumieniach  krzemianowych regionach górskich. 

## Morfologia
Okrzemki epilityczne żyjące jako element fitobentosu. Okrywy od klinowatych u najmniejszych osobników po łódeczkowate. Długość pojedynczych organizmów to 20–58 μm, a szerokość 6,6–8,5 μm. Prążki umiejscowione są umiarkowanie promieniście po 12–15 (najczęściej 13–14) na odcinku 10 μm. Pole osiowe jest dość wąskie, linearne. Pole środkowe jednostronne, w przybliżeniu prostokątne o zmiennej wielkości ze względu na mniej lub bardziej skrócony środkowy prążek usytuowany w nieco większym oddaleniu od obu sąsiednich prążków niż wszystkie pozostałe od siebie. Naprzeciwko usytuowana jest stigma, która jest nieco oddalona od prążka. Ramiona rafy są słabo wygięte, zewnętrza szczelina jest jedynie minimalnie albo wcale dłuższa od szczeliny wewnętrznej.

## Ekologia
Gatunek słodkowodny. Ekologia słabo poznana. Przypisano mu wartość wskaźnika trofii równą 0, a saprobii 1,5, co odpowiada preferencjom do wód niezanieczyszczonych. Gomphonema acidoclinatum można spotkać na obszarach Ukrainy, Polski, Bułgarii, Serbii, Francji, Niemiec, Holandii, Skandynawii, a także w Stanach Zjednoczonych i Kanadzie.

## Gatunki podobne
Gatunek ten był wcześniej często identyfikowany jako Gomphonema gracile Ehrenberg, niepewny, obecnie niemal niemożliwy do zdiagnozowania gatunek. Mniej podobna jest Gomphonema auritum, która, obok innych cech morfologicznych, odróżnia się mniejszą szerokością okryw 4,5– 6 μm i występowaniem w wodach bogatych w wapń oraz Gomphonema exilissimum, która jest węższa.